# Raghavendra Swami
Rāghavēndra Swami (v. 1595 – v. 1671), né Venkata Natha, est un érudit, théologien et saint hindou renommé, philosophe du dvaita établi par Sri Madhvacharya. Il est né au Tamil Nadu dans une famille de brahmanes. Son tombeau se trouve dans  la ville de Mantralayam (Andhra Pradesh). 

## Biographie
Sri Raghavendra Swami est né sous le nom de Venkatanatha dans la ville de Bhuvanagiri, (Tamil Nadu), dans une famille de brahmanes Deshastha Madhva du Gautama Gotra, composée de musiciens et d'érudits,. Son arrière-grand-père, Krishna Bhatta, était le précepteur du roi de Vijayanagara, Krishnadeva Deva Raya, et son père, Thimmanna Bhatta, (également connu sous le nom de Thimmannacharya) était un érudit et un musicien accompli,. Après la chute de l'empire Vijayanagara, Thimmanacharya émigra à Kanchipuram avec son épouse Gopikamba. Venkatanatha avait un frère et une sœur — Gururaja et Venkatamba. Après le décès prématuré de son père, son beau-frère Lakshmi Narasimhacharya se chargea de son éducation, à Madurai, après quoi il se maria.
En 1624, Raghavendra Tirtha devint peetadhipathi (plus ancien membre religieux d'un math hindou) du Kumbhakonam Matha, aujourd'hui connu sous le nom de Mantralaya Sri Raghavendra Swamy Matha. Après un court séjour à Kumbakonam, il se rend en pèlerinage à Rameswaram, Ramnad, Srirangam et Mathura, ainsi qu'à Kolhapur et Bijapur, entre autres villes. Il aurait longuement séjourné à Kolhapur, et à Bijapur, il aurait vaincu de nombreux advaïtins qu'il  aurait convertis au dvaita, avant de retourner à Kumbakonam. En 1663, il part pour le royaume de Mysore, où il obtient une aide financière du maharaja Devaraja Wodeyar I (m. 1673). Plus tard, il part pour Mantralayam en Andra Pradesh, où il choisit de s'installer définitivement, et c'est là qu'il entre, vivant, dans son brindavana (tombeau) en 1671.

## Œuvre
Son œuvre comprend des commentaires sur les œuvres de Madhva, Jayatirtha (en) et Vyasatirtha (en), une interprétation des principales Upanishad du point de vue du Dvaita, et un traité sur la Purva Mimamsa. Il fut également supérieur du math de Kumbakonam de 1621 à 1671. Raghavendra Swamy était également un joueur accompli de vînâ et il a composé plusieurs chansons sous le nom de « Venu Gopala ». Son sanctuaire à Mantralayam attire des centaines de milliers de visiteurs chaque année.